# Roosia
Roosia é um género de plantas com flores pertencentes à família Aizoaceae.
A sua área de distribuição nativa é em Transvaal, na África do Sul.
Espécies:
- Roosia grahambeckii (van Jaarsv.) van Jaarsv.
- Roosia lucilleae (van Jaarsv.) van Jaarsv.